# Step and Go
Step and Go è un brano musicale del gruppo musicale giapponese Arashi, pubblicato come loro ventunesimo singolo il 20 febbraio 2008. Il brano è incluso nell'album Dream "A" Live, decimo lavoro del gruppo. Il singolo ha raggiunto la prima posizione della classifica Oricon dei singoli più venduti in Giappone, vendendo 374 449 copie. Il singolo è stato certificato disco di platino. Il brano è stato utilizzato come sigla dello show televisivo di Fuji TV GRA.

## Tracce
CD Singolo JACA-5088
1. Step and Go
2. Fuyu wo Dakishimete (冬を抱きしめて)
3. Step and Go (Original Karaoke)
4. Fuyu wo Dakishimete (Original Karaoke) (冬を抱きしめて)

## Classifiche
| Classifica (2008)                            | Posizione più alta |
| -------------------------------------------- | ------------------ |
| Giappone (Oricon)                            | 1                  |
| Giappone (Billboard Billboard Japan Hot 100) | 1                  |